# ياسو سايتو
ياسو سايتو (باليابانية: 齋藤 泰雄) ولد في 5 يناير 1948 في أوكاياما في اليابان) هو السفير الياباني المفوض لفرنسا. عمل سابقًا سفيرًا لروسيا والسعودية.